# Biblioteca Nacional (Argentina)
La Biblioteca Nacional Mariano Moreno, más conocida como Biblioteca Nacional, es la biblioteca depositaria más importante de Argentina. Fue creada en 1810 por la Primera Junta como biblioteca pública en el Cabildo de Buenos Aires. La biblioteca fue nacionalizada más tarde y enmarcada dentro del Poder Ejecutivo. En 1996, se le otorgó el carácter de organismo descentralizado y autárquico y se estableció que sus objetivos sean "custodiar, acrecentar, preservar, registrar y difundir la memoria impresa de la cultura" del país. Su sede principal se ubica en el barrio porteño de Recoleta.

## Historia

### Biblioteca Pública de Buenos Aires

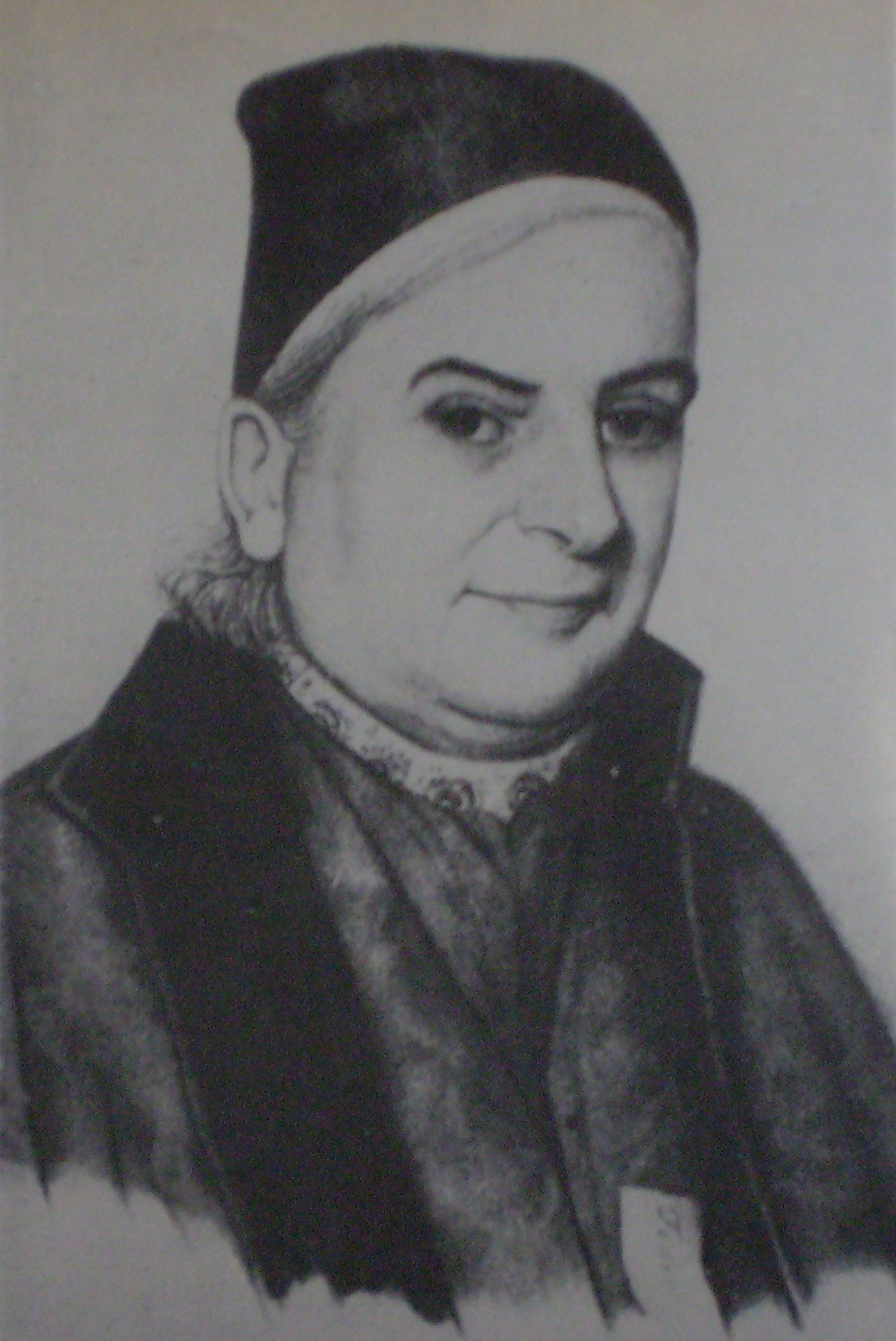
Saturnino Segurola.

La Biblioteca Nacional fue creada por decreto de la Primera Junta el 13 de septiembre de 1810, bajo el nombre de Biblioteca Pública de Buenos Aires. Este acontecimiento fue importante ya que se fundó la primera biblioteca pública impulsada por las autoridades gubernamentales, por fuera del ámbito religioso. Su primera ubicación fue, durante dos años, el edificio del Cabildo. En 1812 abre sus puertas al público en una sala del edificio que se encuentra en la esquina formada por las calles Moreno y Perú, dentro de la zona que actualmente se conoce como la Manzana de las Luces. Su primer material bibliográfico provino de instituciones como el Cabildo Eclesiástico y el Real Colegio San Carlos, y donaciones de varios particulares como Luis Chorroarín, Manuel Belgrano, miembros del Protomedicato del Río de la Plata como Miguel O'Gorman, Agustín Febre, José Capdevila y el obispo Manuel Azamor y Ramírez.

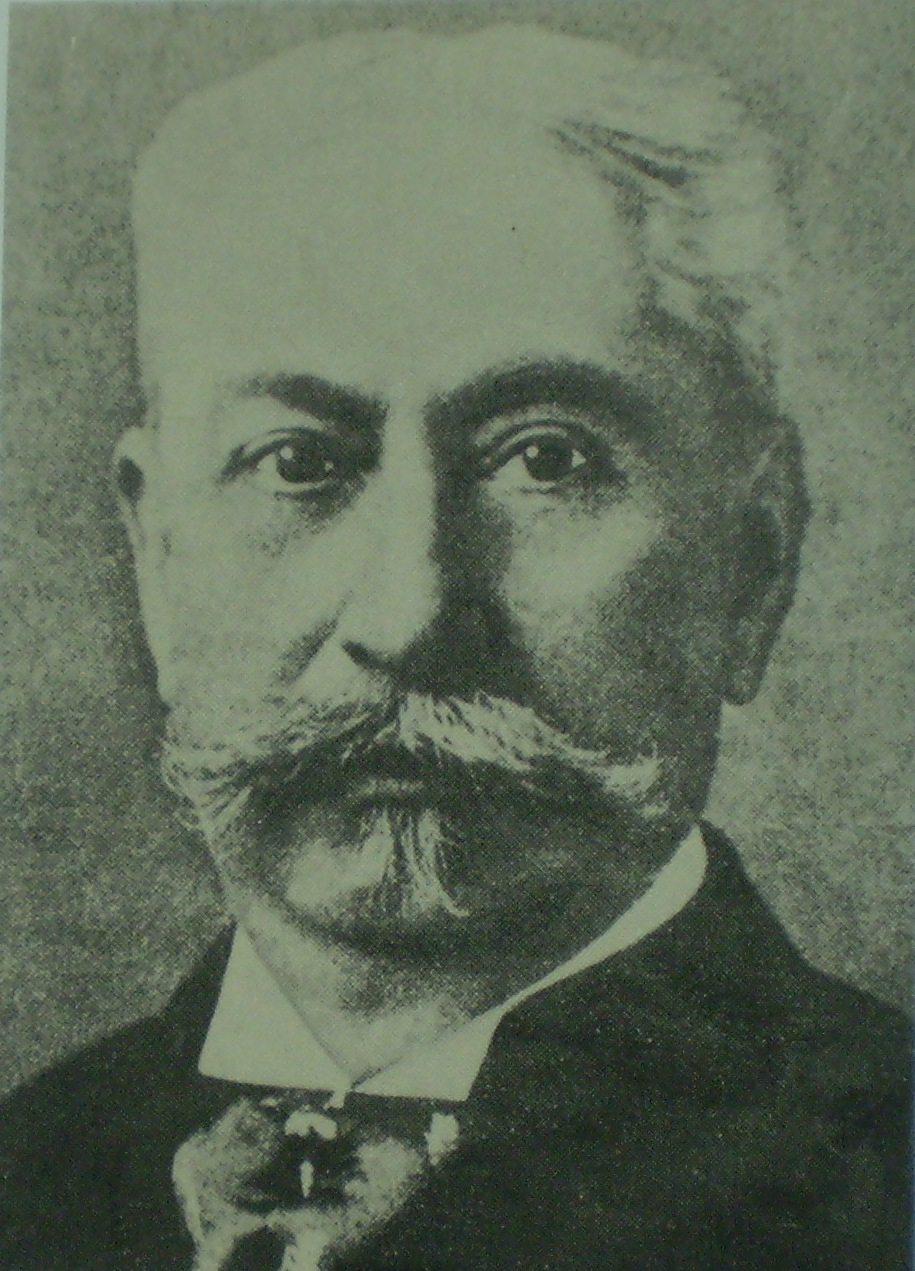
Vicente G. Quesada.

Mariano Moreno fue designado Protector de la Biblioteca en 1810. Mientras que Cayetano Rodríguez y Saturnino Segurola fueron designados respectivamente primero y segundo bibliotecario. En enero de 1811 asumió la dirección Luis Chorroarín, quién se mantendría en el cargo hasta 1821, cuando mediante un decreto de Martín Rodríguez fue reemplazado por Saturnino Segurola. Desde 1822 a 1828 ejerció el cargo Manuel Moreno, hermano de Mariano, y la biblioteca contaba en ese entonces con un patrimonio considerable: en 1823, el acervo se integraba por más de 17 000 volúmenes. 
Son dignos de destacar los directorios de Vicente Gaspar Quesada y Manuel Trelles. El primero incorporó gran cantidad de material gracias al canje internacional, realizó mejoras en la infraestructura, instaló el primer taller de encuadernación y propuso adoptar la clasificación de materias de Brunet. El segundo director, también incorporó gran cantidad de material bibliográfico. Editó la Revista de la Biblioteca Pública de Buenos Aires, la primera y única publicación de la biblioteca en su etapa previa a la nacionalización. Cuando la Biblioteca pasó a depender del Gobierno Nacional, Trelles fue reemplazado. Estas mejoras que sufrió la Biblioteca Pública se manifestaron en los 7.715 lectores que concurrieron en 1881 y los 32 600 volúmenes con los que contaba en 1882.

### Biblioteca Nacional

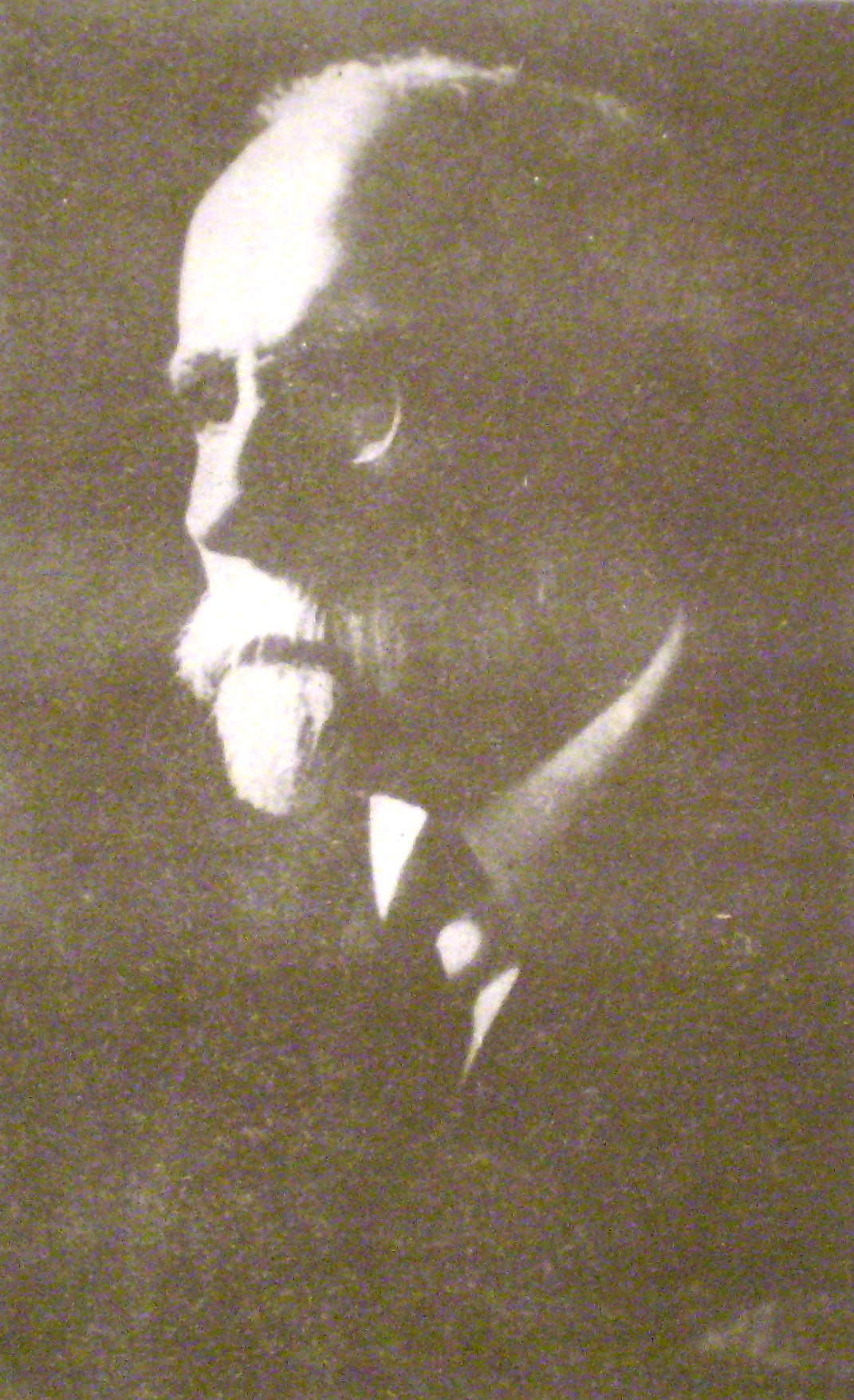
Paul Groussac.

En 1884, la provincia de Buenos Aires entrega al Gobierno nacional, la Biblioteca Pública y sus existencias, a cambio de la suma de $ 120.008. Se exceptuaron de esta entrega a la Nación las publicaciones depositadas y financiadas por el gobierno provincial y una pinacoteca. El 5 de octubre de ese año fue designado José Antonio Wilde como primer Director Nacional, quien falleció poco después de asumir al cargo. Desde ese momento se denomina oficialmente Biblioteca Nacional.

#### Paul Groussac
El 19 de enero de 1885 asumió el cargo Paul Groussac. Ocupó durante 44 años el cargo de director de la Biblioteca Nacional. Contribuyó a la sistematización del acervo creando, entre otros, un Catálogo Metódico de la Biblioteca Nacional, un Catálogo de documentos del Archivo de Indias, un Catálogo de revistas y periódicos. Adoptó la clasificación de Brunet, propuesta antes por Quesada, aunque con adaptaciones. Se preocupó por organizar por materia en los catálogos, las colecciones de la biblioteca.
Desarrolló una activa política editorial aunque personalista. Fundó dos publicaciones, La Biblioteca en 1896 y Anales de la Biblioteca. En la revista La Biblioteca, se publicaron artículos sobre historia, ciencias y letras y aquí escribieron grandes intelectuales de la época. En la sección Boletín Bibliográfico, reseñaba Groussac las novedades que ingresaban a la biblioteca. A partir del primer número, este director fue publicando allí una completa historia de la Biblioteca Nacional, fruto de sus investigaciones historiográficas. En 1898, a raíz de la polémica con Norberto Piñero sobre el Plan de operaciones, Groussac recibió un llamado de atención del ministro de Justicia Culto e Instrucción Pública, Luis Beláustegui, quien le recordó que Piñero era un representante diplomático argentino y que la revista La Biblioteca, desde la cual el francés atacaba a este último, recibió sus fondos de la nación. En respuesta al ministro, Groussac anunció el cierre de la publicación que contaba en ese momento con 8 volúmenes (24 números) y que, efectivamente, dejará de aparecer ese mismo año. Entre 1900 y 1915, Groussac organizó los Anales de la Biblioteca, una publicación en 10 volúmenes dedicada a “documentos relativos al Río de la Plata” y en la cual también participó activamente.
Durante su gestión el patrimonio bibliográfico aumentó en gran cantidad (en 1893 la Biblioteca contaba con 62.707 volúmenes). Se enriqueció el acervo con las incorporaciones de las bibliotecas personales de Ángel Justiniano Carranza, Amancio Alcorta y Martín García Merou. Además fue gestionada una nueva sede en el número 564 de la porteña calle México, construida originalmente para ser sede de la Lotería Nacional. En este edificio, diseñado por Carlos Morra a partir de las premisas de la beaux arts, e inaugurado en 1901, se instaló una imprenta tipográfica.

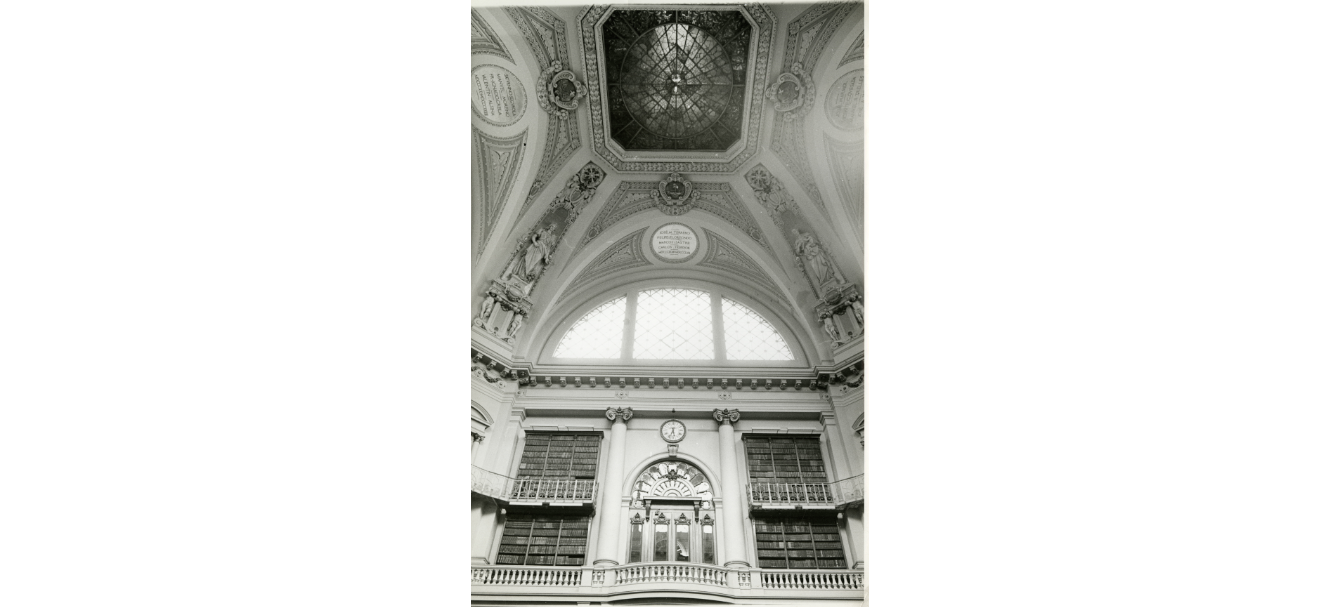
Cúpula de la antigua sede de la Biblioteca Nacional

#### Gustavo Martínez Zuviría
La gestión de Gustavo Adolfo Martínez Zuviría al frente de la Biblioteca abarca de 1931 a 1955. Perteneciente al nacionalismo católico, Martínez Zuviría fue autor de novelas antisemitas. Durante este periodo, el patrimonio de la institución se acrecentó con la adquisición de la biblioteca del hispanista francés Raymond Foulché-Delbosc y la colección de libros de Pedro Denegri de ediciones artísticas y para bibliófilos. Se creó una sala exclusiva para investigadores, la Sala Paul Groussac y otra sala para consultar revistas y diarios. Se dispusieron para el público, catálogos en fichas. Manuel Selva, jefe de la sección Bibliografía y luego secretario general de la institución, describió por primera vez, bajo normas bibliotecológicas el material cartográfico de la biblioteca.

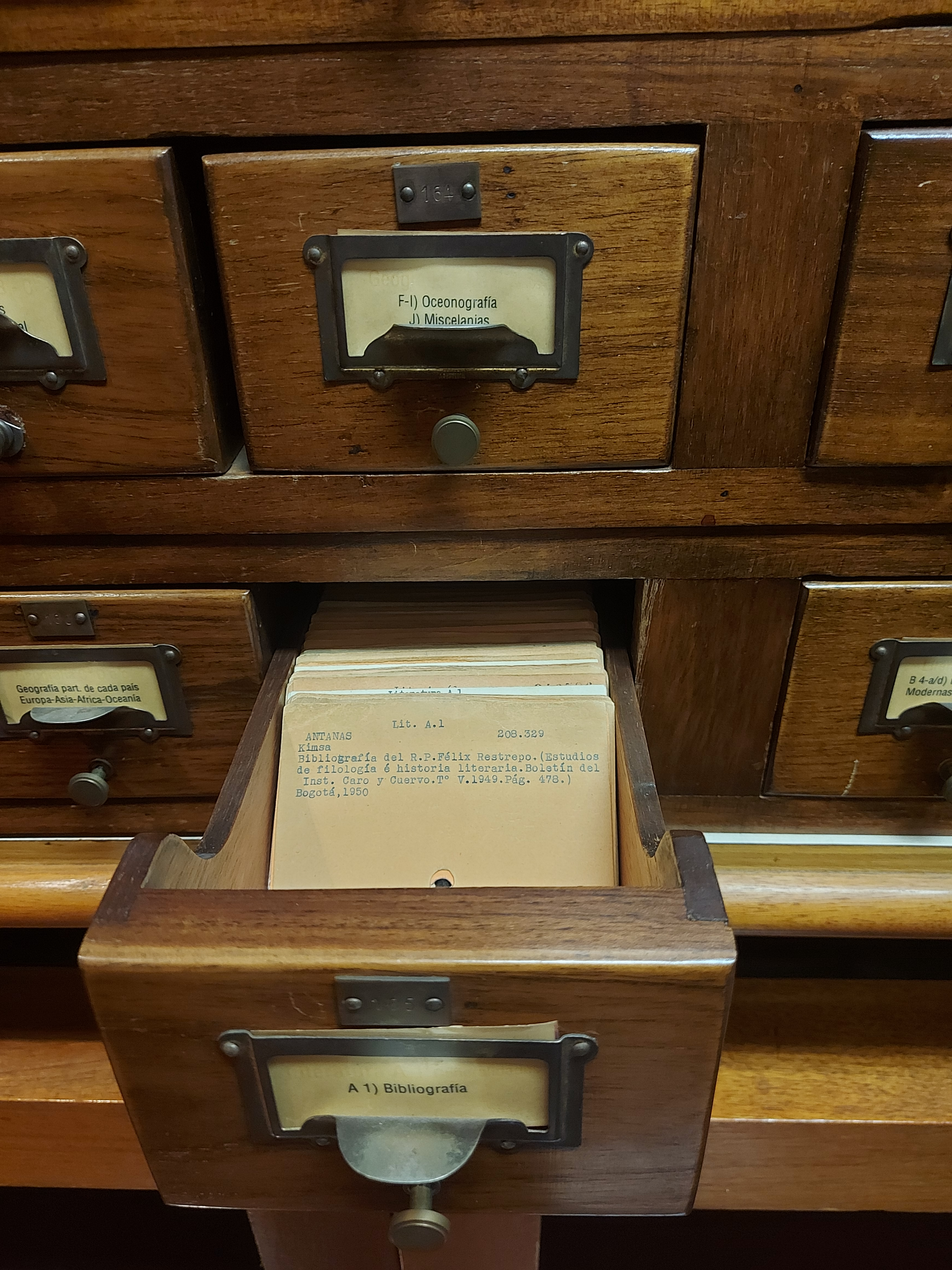
Ficha del catálogo antiguo de la Biblioteca Nacional Mariano Moreno. Los ficheros están disponibles en el sexto piso, en el área de Referencia.

#### Jorge Luis Borges
También debe destacarse la gestión del prestigioso escritor Jorge Luis Borges, quien desempeñó el cargo de Director desde 1955 a 1973. Durante su gestión se promovió la construcción de una nueva sede (la actual), que era necesaria debido al amplio patrimonio con el que contaba la Biblioteca. En 1958, el presidente Arturo Frondizi firmó el decreto 5512/58, adjudicando los fondos presupuestarios para la obra y creando una Comisión Honoraria presidida por Borges, que debería redactar el programa de necesidades para el futuro edificio. A instancias de José Edmundo Clemente, vicedirector de la institución, se creó la Escuela Nacional de Bibliotecarios.

#### Tres directores ciegos
Tres directores de la Biblioteca Nacional ejercieron el cargo estando ciegos: José Mármol, Paul Groussac y Jorge Luis Borges. Mármol fue director de la entonces Biblioteca Pública de Buenos Aires entre 1858 y 1871. En el año que asumió el cargo ya tenía problemas de visión, en 1861 perdió la de su ojo derecho. Su situación fue empeorando, cuando murió estaba prácticamente ciego, era todavía director de la biblioteca. Borges, que dirigió la biblioteca entre 1955 y 1973, no veía prácticamente nada cuando su gestión comenzó y Groussac, que como Mármol ejerció el cargo hasta su muerte, pasó los últimos 4 años de su vida ciego. En su Poema de los dones, Borges nombra a Groussac y describe esta circunstancia excepcional que los identifica:

“Algo, que ciertamente no se nombra

con la palabra azar, rige estas cosas;
otro ya recibió en otras borrosas

tardes los muchos libros y la sombra.”

### Nuevo edificio
Durante el gobierno del presidente Arturo Frondizi por medio de la Ley N.º 12.351 de 1960 se destinaron tres hectáreas ubicadas entre las avenidas del Libertador y Las Heras, y las calles Agüero y Austria, donde hasta 1956 se levantó el Palacio Unzué, utilizado por Juan Domingo Perón como residencia presidencial y demolida por orden de la dictadura autodenominada Revolución Libertadora. Esta casona, que había pertenecido a la familia Unzué, fue uno de los objetivos durante el Bombardeo de la Plaza de Mayo, donde murieron cerca de 400 personas en el marco de un intento fallido de golpe de Estado. En 1956, el poder fue usurpado por Pedro Aramburu, un acérrimo enemigo del presidente depuesto, quien en 1958 definió que el Palacio Unzué debería ser demolido completamente por su valor simbólico para los seguidores de un gobierno que acababa de ser decretado prohibido por ley en la sociedad argentina.
La obra fue adjudicada mediante un concurso nacional que cerró en abril de 1962, y cuyo veredicto se anunció el 12 de octubre siguiente. Participaron importantes estudios de la época, como el de Mario Roberto Álvarez (cuarto premio), el de Rivarola y Soto (tercer premio), o el de los jóvenes arquitectos Justo Solsona y Javier Sánchez Gómez, pero el elegido entre decenas de propuestas fue el proyecto de los arquitectos Clorindo Testa, Francisco Bullrich y Alicia Cazzaniga de Bullrich. Frondizi expreso el sentido de "reunificación" que tenía usar las tierras donde vivió Perón con Evita:

Este nuevo edificio será el símbolo de la integración. Cuando los "gorilas" quieran investigar, tendrán que hacerlo donde vivieron Perón y Evita, y en el caso de los peronistas, que pregonaban "alpargatas si, libros no", no encontrarán la casa de su líder sino la Biblioteca Nacional.
Arturo Frondizi.

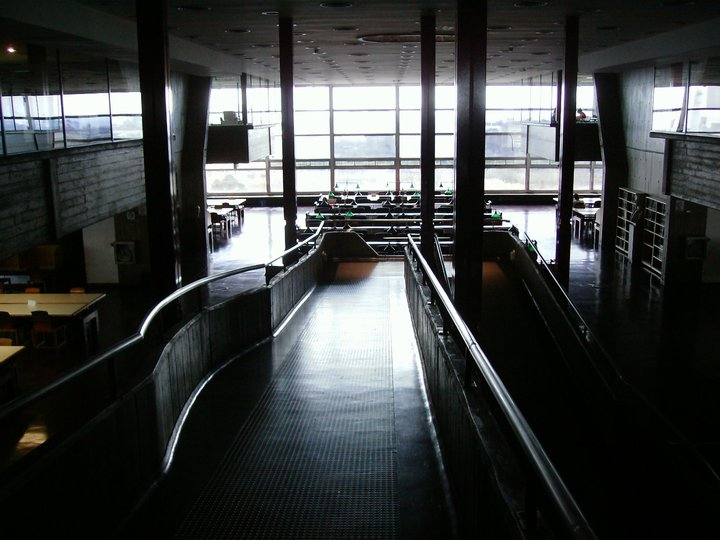
Sala de lectura de la Biblioteca Nacional

La piedra fundacional del edificio fue colocada recién el 13 de octubre de 1971, once años después de la sanción de la Ley y la construcción fue llevada adelante por la firma Com-Ar-Co S.A. Las obras avanzaron lentamente, luego se demoraron, y finalmente fueron suspendidas a comienzos de los años 80, durante la dictadura autodenominada Proceso de Reorganización Nacional, retomándose hacia 1982. La nueva Biblioteca Nacional pudo ser terminada gracias a un préstamo del Reino de España realizado en 1990, y fue inaugurada finalmente el 10 de abril de 1992, por el presidente Carlos Menem. El material bibliográfico se terminó de trasladar el 21 de septiembre de 1993. El edificio cuenta con tres depósitos subterráneos: dos de ellos destinados a libros, que permiten depositar tres millones de libros, y uno destinado a guardar revistas y diarios, con una capacidad de quinientos mil ejemplares. Además, en el edificio funciona actualmente la Escuela Nacional de Bibliotecarios, fundada en 1956.
En 2019, se lo declaró Monumento Histórico Nacional, mediante la publicación del decreto 791/19.

#### Arquitectura
El edificio de la Biblioteca Nacional es un gran ejemplo a nivel internacional de diseño brutalista, un estilo surgido en los años 50 que se caracteriza por privilegiar las estructuras de hormigón armado dejadas a la vista y tratadas de manera escultórica, y principalmente se aprecia el lugar del parque dejado en el nivel de suelo y la sala de lectura como mirador sobre el puerto y el Río de la Plata. 

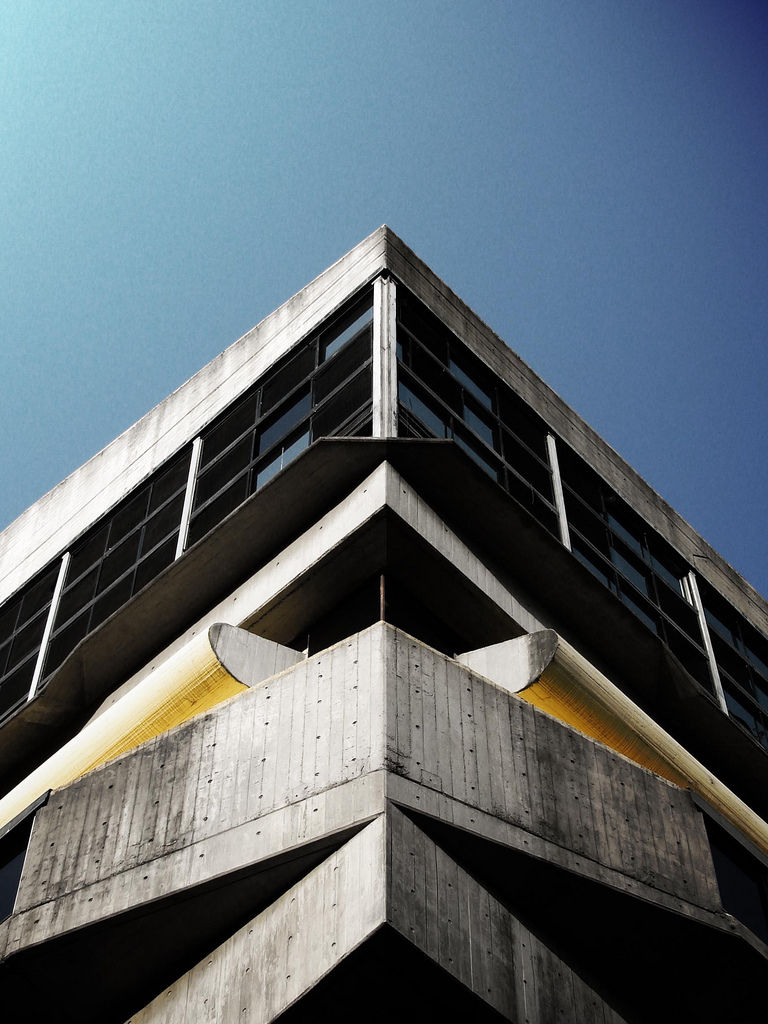
Detalle de columna y niveles superiores.

La idea principal, según lo relata el arquitecto Clorindo Testa, fue ubicar los depósitos del establecimiento bajo tierra, aprovechando que el Estado decidió expropiar la totalidad de la manzana para crear una plaza pública. Esto protegería a los libros del efecto nocivo de la luz y a su vez, permitiría en un futuro expandir el espacio de los depósitos, de ser necesario sin interrumpir el funcionamiento del establecimiento. Una vez liberada la estructura del edificio del enorme peso de los depósitos de libros, se eligió elevarla sobre pilotes para permitir la vista libre, dejando una plataforma de acceso abierta de forma permanente, como una continuación del parque "por debajo" de la biblioteca. De esta forma, resultó un edificio sostenido por cuatro grandes columnas, que Testa caracteriza como un cuadrúpedo, como si se tratase de un ser vivo.

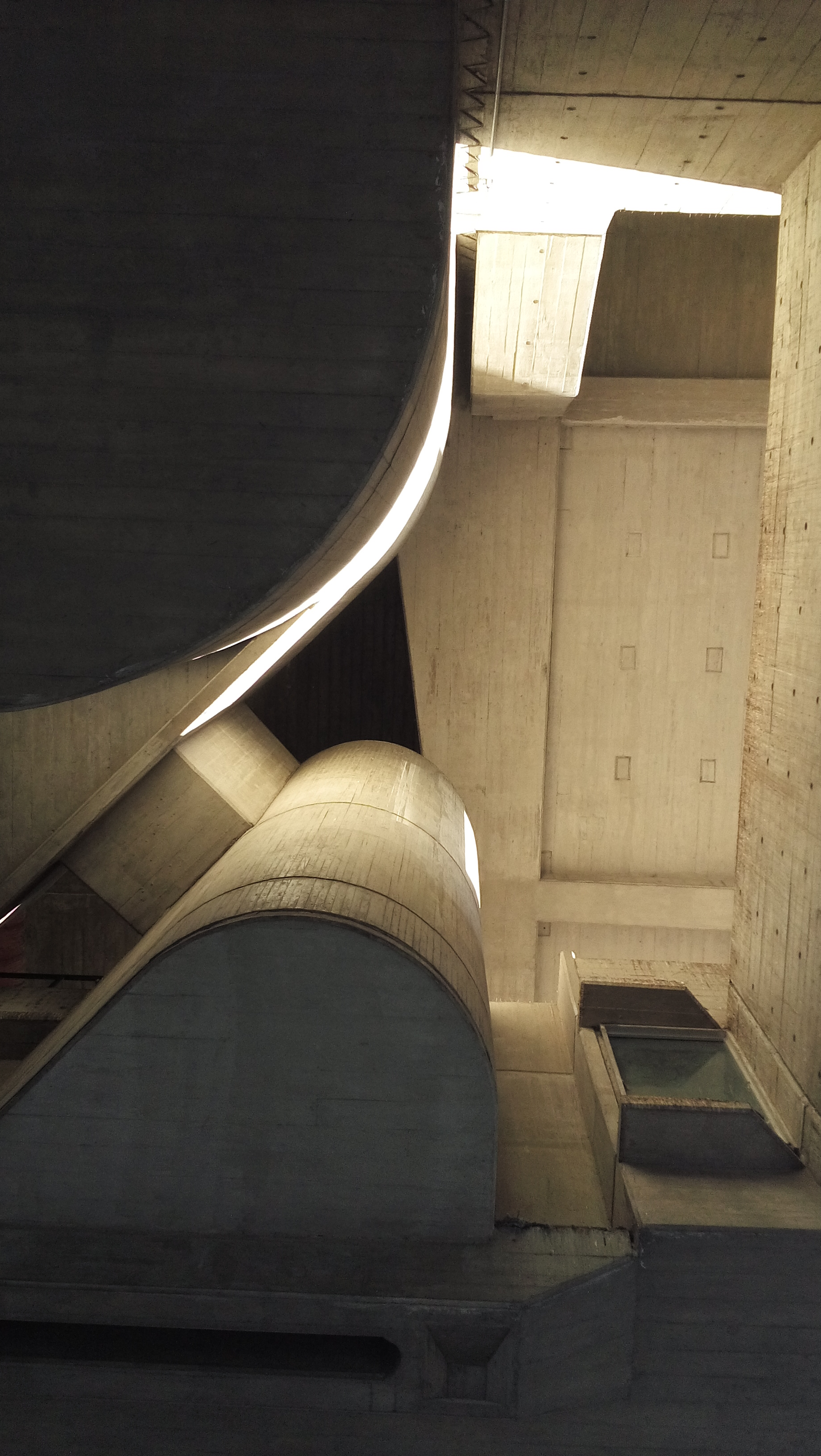
Biblioteca Nacional de la República Argentina. Buenos Aires, abril de 2017.

En una de las etapas de la extensa construcción se decidió —por razones presupuestarias —eliminar de la fachada los parasoles metálicos que protegerían los sectores de lectura de la luz exterior, un hecho que actualmente da un aspecto inconcluso al edificio, y perjudica a los lectores en determinados horarios del día. Ya en la etapa final de la obra, el Estado removió a los arquitectos Testa y Bullrich de la dirección, dejándola a cargo de la Dirección General de Arquitectura Educacional (DGAI), que modificó otros detalles como los revestimientos del auditorio (eligiendo materiales más económicos), los materiales para los pisos y el mobiliario nuevo, diseñado ad hoc para las salas de lectura y hemeroteca. De todas formas, el antiguo mobiliario original de la vieja Biblioteca fue conservado y trasladado al nuevo edificio, y se lo puede apreciar en la sala de lectura pública.
Luego de dos niveles subterráneos de depósitos de revistas y libros, sigue un nivel semienterrado donde se alojan oficinas y la hemeroteca, cuya sala está iluminadas por una lucerna que asoma del piso de la terraza de acceso en el nivel superior como una cúpula piramidal. La entrada al hall principal es por esta terraza elevadas con respecto a la plaza circundante, a la cual se accede por una serie de rampas, escalinatas y escaleras caracol, al espacio protegido por el edificio y rodeado por las cuatro columnas que lo elevan, permitiendo vistas de la avenida Las Heras, el barrio La Isla y el Puerto de Retiro. Este nivel también se conecta con la Escuela Nacional de Bibliotecarios, que funciona en un edificio independiente cuya terraza es de acceso libre y tiene una serie de lucarnas de hormigón con forma de hongos, y maceteros alargados que también funcionan como bancos. El hall de entrada tiene una pequeña sala de exposiciones, y da acceso a las dos escaleras y batería de dos ascensores que conducen a todos los niveles del edificio: en el primer piso está el auditorio y una sala de exposiciones, y tiene un entrepiso donde funciona la dirección y otras oficinas, en el tercer y cuarto piso están las salas de consulta especializadas, y el quinto piso es la sala de lectura general en doble altura, con la sala de recepción y entrega de libros, y una rampa en zigzag conduce al sexto piso, donde hay salas de consulta especializadas.
En 2013 el edificio no dejó de generar opiniones opuestas entre los porteños. Según una encuesta realizada por el diario Clarín a 600 personas no especializadas en arquitectura, la Biblioteca Nacional fue elegida al mismo tiempo como el cuarto edificio más lindo de la ciudad, y el segundo más feo según las respuestas. En agosto de 2014, con ocasión de celebrarse los cien años del nacimiento de Julio Cortázar se inauguró una escultura, obra de Yamila Cartannilica, en la plaza Libertador que es un anexo de la Biblioteca Nacional.
El edificio posee una escultura que conmemora al escritor argentino Jorge Luis Borges y al expresidente Juan Perón, Eva Duarte, y otros impulsores de la cultura nacional.
En 2012, el Ministerio de Economía destinó $5.000.000 a las tareas de construcción de los parasoles de la Biblioteca Nacional, obra que se estimó terminaría a fines de 2013.
La antigua sede de la Biblioteca en la calle México fue cedida al Centro Nacional de la Música.  A fines de 2015, se recuperó una parte del edificio como anexo a la sede principal de la biblioteca.

### SigloXXI
Un importante documento histórico que consiste en una orden de confiscación de libros para ser destinados a la Biblioteca Pública de Buenos Aires, se adquirió en subasta pública en 2007. Dicho documento está firmado por Cornelio Saavedra y Mariano Moreno en agosto de 1810. Se trata del documento más antiguo que menciona a la actual Biblioteca Nacional. Allí se indica el embargo de libros y otros bienes pertenecientes a conspiradores realistas, entre ellos, la biblioteca del obispo Rodrigo de Orellana.
En 2010, la Biblioteca Nacional, adquirió el sistema integrado de gestión bibliotecaria (SIGB), Aleph del grupo Ex Libris, para automatizar todos sus procesos bibliotecarios, previa licitación nacional e internacional en 2009.La biblioteca sostiene a partir de entonces, dos catálogos en línea disponibles al público tanto en forma remota como presencial. Uno es el catálogo bibliográfico del patrimonio de la institución, el otro es el catálogo de autoridades, fuente de referencia para bibliotecas del país y del resto del mundo. Los registros bibliográficos de estos catálogos se pueden recuperar en el formato MARC 21, a través del protocolo Z39.50 
Por ley 26.807, se designó a la Biblioteca Nacional con el nombre de "Doctor Mariano Moreno".
A partir de 2012, la BNMM se constituyó en la agencia argentina que otorga el número normalizado para música impresa, el ISMN (International Standard Music Number).
Uno de los primeros libros impresos en el Río de la Plata, es el Vocabulario de la lengua guaraní, de Antonio Ruiz de Montoya, producido en la reducción guaranítica Santa María la Mayor. Los dos ejemplares de esta obra que preserva la institución fueron incluidos en el registro de Memoria del Mundo.Solo se encuentran seis ejemplares de este impreso en las bibliotecas públicas del mundo.

## Colecciones

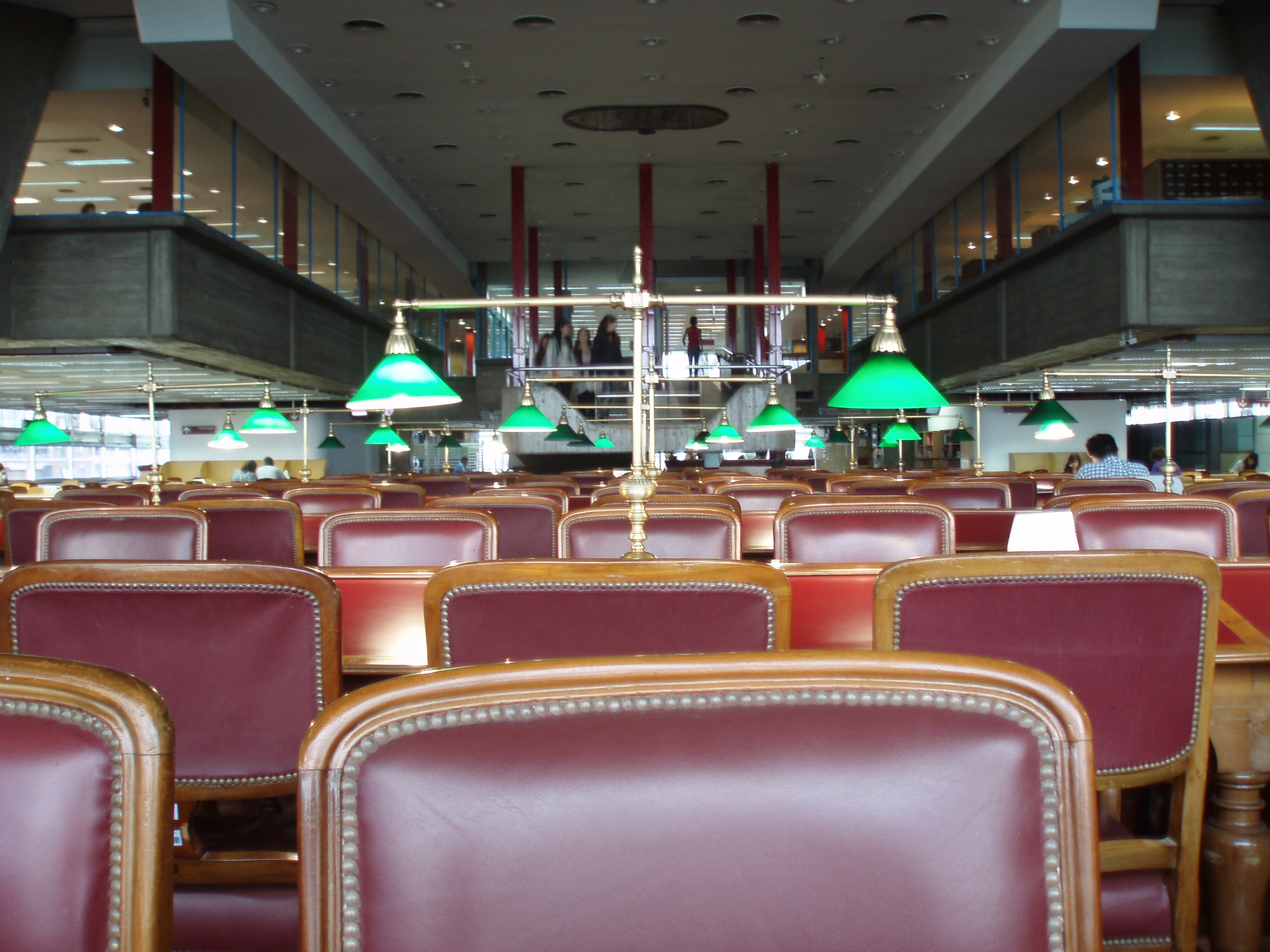
Sala de lectura del 5.º piso y mobiliario de la antigua biblioteca.

El acervo de la Biblioteca Nacional está compuesto por un fondo general de libros de más de 1 000 000 de ejemplares, 55 000 títulos de publicaciones periódicas (diarios y revistas), 30 000 fotografías y 1500 negativos, 12 000 mapas, 300 000 partituras impresas, un fondo sonoro y discográfico de más de 70 000 piezas y una colección de 5000 títulos de imágenes en movimiento en soportes analógicos y digitales y más de 100 fondos archivísticos. Además, se encuentra disponible para la consulta pública el Archivo Institucional Histórico, es decir, el fondo documental producido por la propia Biblioteca Nacional en el desarrollo de sus funciones y actividades a lo largo del tiempo. 
Entre las colecciones bibliográficas que atesora la BNMM, de valor sociohistórico y cultural, algunas parte de conjuntos mayores como archivos y bibliotecas personales, se pueden destacar:
| Colección                            | Información | Vols.  |
| ------------------------------------ | --- | ------ |
| Manuel Azamor y Ramírez              | El obispo Azamor y Ramírez tuvo una de las mejores bibliotecas privadas en el Buenos Aires colonial. Donó sus libros para fundar una biblioteca pública catedralicia, institución que nunca se materializó. Finalmente, esta colección pasó a constituir uno de los fondos fundacionales de la Biblioteca Pública de Buenos Aires. | 1.227  |
| Manuel Belgrano                      | Donó 87 títulos de su biblioteca personal a la flamante Biblioteca Pública de Buenos Aires entre 1810 y 1811. | 167    |
| José de San Martín                   | Mariano Balcarce, yerno de San Martín, donó en 1856, un centenar de libros que habían pertenecido al Libertador durante su residencia en Boulogne Sur Mer. | 109    |
| Exposición Universal de París        | Colección de 227 obras seleccionadas y enviadas por nuestro país a la Exposición Universal de París de 1878. Los ejemplares fueron cuidadosamente encuadernados con materiales locales. | 660    |
| Amancio Alcorta                      | Esta colección consiste en 13.500 volúmenes encuadernados y el resto folletos, documentos y partituras musicales. En general, son obras referentes a derecho y ciencias sociales. | 18.677 |
| Federico Schickendantz               | Los herederos de este investigador donaron sus libros de ciencias naturales, durante la gestión de Groussac. | 470    |
| Martín García Mérou                  | Obras literarias. | 5.300  |
| Adolfo López Prieto                  | La biblioteca de este diplomático fue donada durante la gestión de Carlos Melo. | 2.383  |
| Félix Buxareo Oribe                  | Colección dedicada a la hipología, medicina veterinaria equina, agricultura y agronomía. | 600    |
| Raymond Foulché-Delbosc              | Esta biblioteca de temática hispánica fue comprada en subasta en 1936. Contiene seis ediciones de La Celestina, incluso una edición de 1502 de la imprenta de Sevilla. El incunable Historia Bética del humanista Carlo Verardi es una de las obras adquiridas.                                                                    | 1.281  |
| Pedro Denegri                        | Esta donación se compone mayormente de libros raros, primeras ediciones y obras francesas. Las encuadernaciones pertenecen a artistas franceses como Amand, Duru, Pagnant, Ruban, entre otros. | 4.522  |
| Editores españoles                   | La mayor parte de la colección mostrada en la Exposición del Libro Español en Buenos Aires (1933) fue donada a la Biblioteca Nacional. Editoriales, librerías, institutos españoles como Sopena, Espasa Calpe, Salvat, Seix fueron algunos donantes.                                                                               | 3.395  |
| Leopoldo Uriarte Piñeiro             | Petrona Bonorino de Uriarte donó la biblioteca de este médico, especializada en la peste bubónica. | 2.713  |
| Carlos Roberts                       | Colección de temática histórica, en particular sobre las Invasiones inglesas en el Río de la Plata. | 455    |
| Juan Domingo Perón                   | El libro encadenado, manuscrito de Jean Buridan, obsequiado por el cónsul en Francia, Fernando Maine, se encuentra dentro de esta colección. | 600    |
| Jorge Luis Borges                    | Estos ejemplares fueron dejados por el escritor durante su gestión en la sede de la calle México. Constituye la única colección bibliográfica del escritor depositada en una institución pública. | 800    |
| Biblioteca de Cultura Española       | Colección de obras representativas de la cultura hispánica, donada por el Ministerio de Cultura español en 1979. Incluye libros de arte, ciencia, ensayos, filología, historia, narrativa y poesía. | 861    |
| Raúl Castagnino                      | El Fondo Nacional de las Artes donó en 2016, esta biblioteca especializada en literatura argentina y latinoamericana. Se destacan 200 ejemplares de primeras ediciones. | 14.997 |
| Adolfo Bioy Casares - Silvina Ocampo | Conjunto producto de la confluencia de varias bibliotecas, la de Adolfo Bioy y Marta Casares, la de la familia Ocampo y la de la propia pareja Bioy Casares-Ocampo. | 17.000 |
| Raúl Alfonsín                        | Los herederos del expresidente donaron su biblioteca personal compuesta por libros de filosofía, historia, política, economía. | 3.500  |
| Eliahu Toker                         | Este escritor tradujo numerosas obras del idish a nuestra lengua. Esta colección posee títulos en idish, alemán y hebreo. | 6.000  |
| Roberto Juarroz                      | | 12.000 |
| Glyptodón                            | Esta colección está compuesta por el fondo de la librería anticuaria fundada por Alejandro López Medus. | 20.000 |

Entre las colecciones no bibliográficas, se encuentra el Fondo Gaspar García Viñas, que consiste en una colección de copias de documentos del Archivo General de Indias (1492-1680) de Sevilla  y está compuesto por 4.930 unidades documentales. Más de 8.000 piezas integran la colección de tesis doctorales de la Universidad de Buenos Aires reunidas por Marcial Rafael Candioti y que fue donada por su familia a la biblioteca.
Es parte también del patrimonio de la institución, una colección de 26.000 ex libris, perteneciente a la coleccionista y grabadora María Magdalena Otamendi de López Olaciregui, que fue donada por sus herederos.
La institución preserva archivos personales entre otros de escritores y críticos como Francisco Soto y Calvo, Dardo Cúneo, Luis Emilio Soto, César Tiempo, Álvaro Yunque, políticos como Arturo Frondizi, Olegario Becerra, músicos como Gerardo Gandini y Juan Carlos Paz. Otros archivos son institucionales como la Editorial Haynes, el Centro de Estudios Nacionales y la agrupación Nueva Música.
La Biblioteca cuenta con una importante hemeroteca con diarios y revistas que van desde el primer periódico publicado en el ámbito del Río de la Plata, El Telégrafo Mercantil, hasta publicaciones de nuestros días. En el acervo hemerográfico además se encuentran más de quinientos títulos de publicaciones periódicas pertenecientes a treinta y nueve colectividades asentadas en nuestro país, editadas principalmente durante las décadas '30, '40 y '50 del siglo XX. La colectividad más representada es la italiana con más de cien títulos, le siguen en orden de importancia, la española y la judía. También tienen una presencia significativa las publicaciones periódicas de las distintas colectividades eslavas, germanas y árabes.

### Incunables
Los incunables son los libros que surgieron desde la creación de la imprenta hasta principios del siglo XVI. La biblioteca cuenta con 21 incunables, que si bien no son una cantidad importante son de una gran calidad:
- De civitate Dei, San Agustín. Venecia: Octaviano Seottii; 1486.
- Sermones ad heremitas, San Agustín. Venecia: Vicente Benalius; 1492.
- La Divina Comedia (con el comentario de Cristóbal Landino), Dante Alighieri. Venecia: Octaviano Scoto da Monza, 1484.
- La Divina Comedia (con el comentario de Cristóbal Landino), Dante Alighieri. Brescia: Boninum de Boninis, 1487
- Tractatus notabilis de excommunicationibus, suspensionibus, interdictis, irregularitatibus et poenis, San Antonino. Venecia: Juan de Colonia, Juan Manthen, 1474.
- Comoediae novem (comentado por Marcos Masurus), Aristófanes. Venecia: Aldo Manucio, 1498.
- Rhetorica ad Haerennium sive nova, Cicerón. 1474.
- De officiis cum commentariis Petri Massi, eiusque recongnitione. Insunt preteaparadoxa: de amicitia: de senectute cum interpretibus suis, Cicerón. Venecia: Jacobum de Paganinis, 1491.
- Summa angelica de casibus conscientiae cum additionibus noviter additis, Ángel Clevasio. Sin lugar de impresión.
- Epistulae. Interprete Francesco Aretino, Bruti et Hipocratis epistolae per Rainucium traducta ad NicolaumV. Pon. Max, Diógenes de Sinope. Florencia: Antonium Francisci Venetum, 1487.
- Compendium de origine et gestis francorum, Roberto Gaguin
- Moralis expositio in Job, Gregorio Magno. Brescia: Angelo Britannico, 1498
- Hoja de la Biblia de Gutenberg. Estrasburgo: Gutenberg; 1450. Esta hoja de incalculable valor pertenece al Deuteronomio de la primera Biblia que imprimió Gutenberg entre 1455 y 1460. Fue encuadernada en 1921 por el editor G. Wells, e incluye un ensayo de Edward Newton.
- Epistulae, Jerónimo de Estridón. Parma: no menciona editor, 1480.
- Regimiento de los príncipes, Egidio Colonna. Sevilla: Meynardo Ungut y Stanislao Polono, 1494.
- Liber Chronicarum, cum figuris et ymaginibus, Hartmann Schedel. Nürnberg: Anton Koberger, 1493. Primera edición de la famosa "Crónica de Nurenberg".
- Moralia, Séneca. Venecia: Bernardino de Cremona y Simón de Luero, 1490
- Quaestiones de potentia Dei, Santo Tomás de Aquino. Venecia: Christoph Arnold, 1476.
- Quaestiones de duodecim quodibet, Santo Tomás de Aquino. Venecia: Johanis de Colonia, 1476.
- Historia Baetica, Carlos Verardi. Roma: Eucharium Silber, 1493
- Superquattuor libris sententiarum, Guillermo Vorrilong. Venecia: Jacobo de Leucho, 1496.

### Ley de Propiedad Intelectual
El artículo 57 de la Ley 11.723 establece la obligación de los editores a efectuar el depósito legal de toda obra que haya sido publicada. Este trámite consistente en hacer entrega de 1 o 4 ejemplares completos (incluyendo el material complementario que los acompañe), de acuerdo con la tirada efectuada. Los ejemplares depositados son destinados a la Biblioteca Nacional y a la Biblioteca del Congreso, Archivo General de la Nación y Dirección Nacional del Derecho de Autor. Cuando se deposite un solo ejemplar, quedará en custodia en la mencionada dirección.
El objetivo de la ley 11.723 de propiedad intelectual es distinto al de una ley de depósito legal. Por lo tanto, en Argentina no existe una ley específica de depósito legal.

### Publicaciones

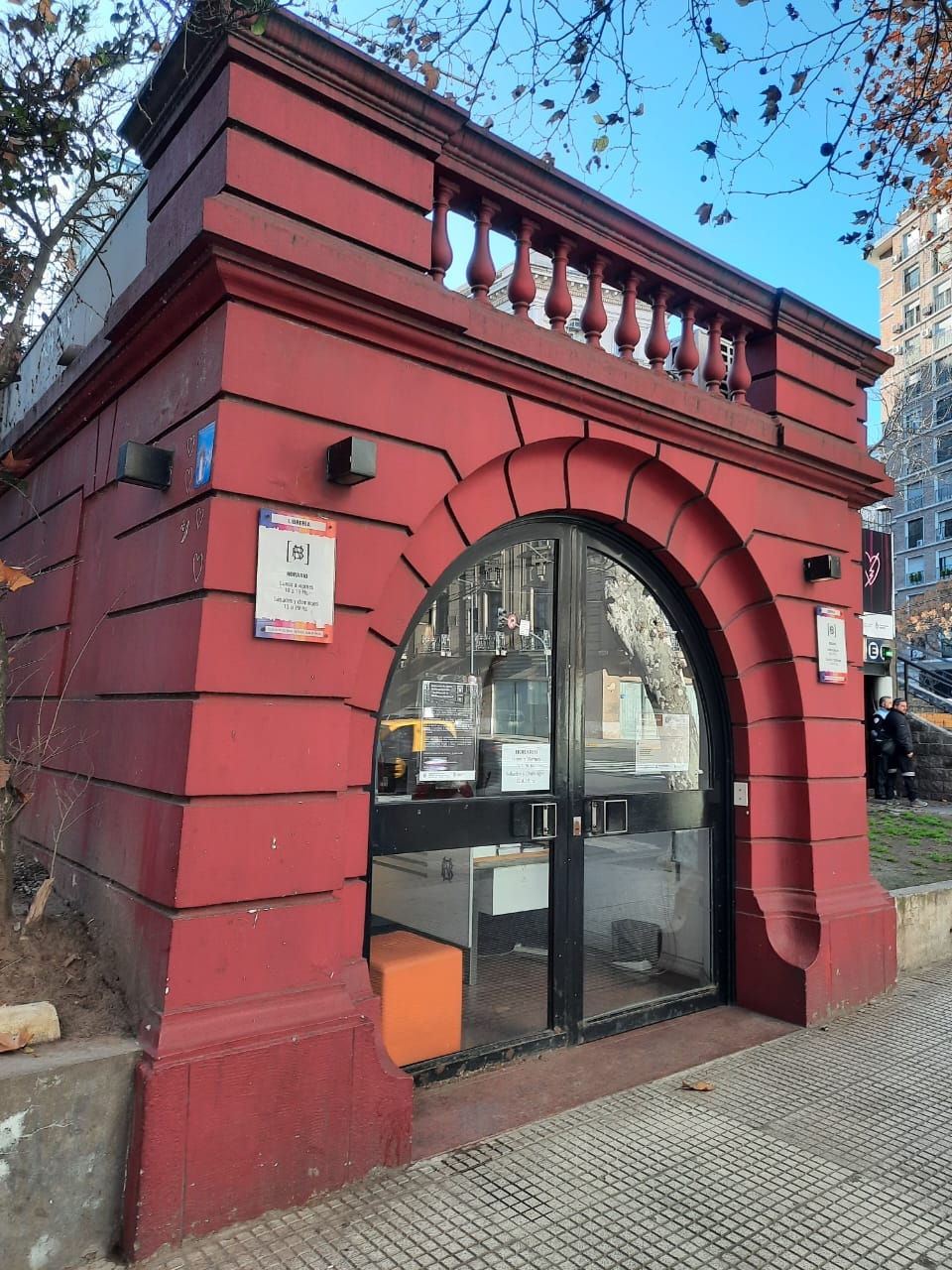
Librería de la BNMM ubicada en Av. Gral. Las Heras 2505

La Biblioteca Nacional publicó entre 2004 y 2015 Abanico, una revista de letras distribuida exclusivamente a través Internet y actualizada mensualmente. 
La Biblioteca: revista fundada por Paul Groussac, en su primera época fue publicada entre 1896 y 1898, luego fue recuperada por Borges. En la que se considera su tercera época, se publicó en formato impreso y con frecuencia irregular hasta su número 15 (primavera de 2015). A partir de mayo de 2017 se retomó su publicación (nominándola como número 1 de la cuarta época y sin el subtítulo), solo en formato digital.
Bibliographica americana: revista interdisciplinaria de estudios coloniales, se comenzó a publicar a partir de diciembre de 2005, solo en formato digital.
Desde septiembre de 2016 la Biblioteca Nacional publica, en formato impreso y digital, una agenda bimestral sobre sus actividades llamada Cuaderno de la BN.
En diciembre de 2016 se publicó el primer número de la revista Marca de agua, solo en formato digital.

### Registro Nacional de Objetos Digitales
El Registro Nacional de Objetos Digitales (RODNA) concentra recursos digitales de bibliotecas, universidades, archivos y otros centros de documentación del país y los dispone a la consulta; constituyéndose en un portal que permite a los visitantes realizar búsquedas globales de estos recursos entre todas las instituciones participantes.
Difunde a los repositorios y bibliotecas implicados ya que redirige al usuario a los propios sitios de estas instituciones para visualizar los objetos. Su lanzamiento fue el 19 de junio de 2019.

## Museo del Libro y de la Lengua

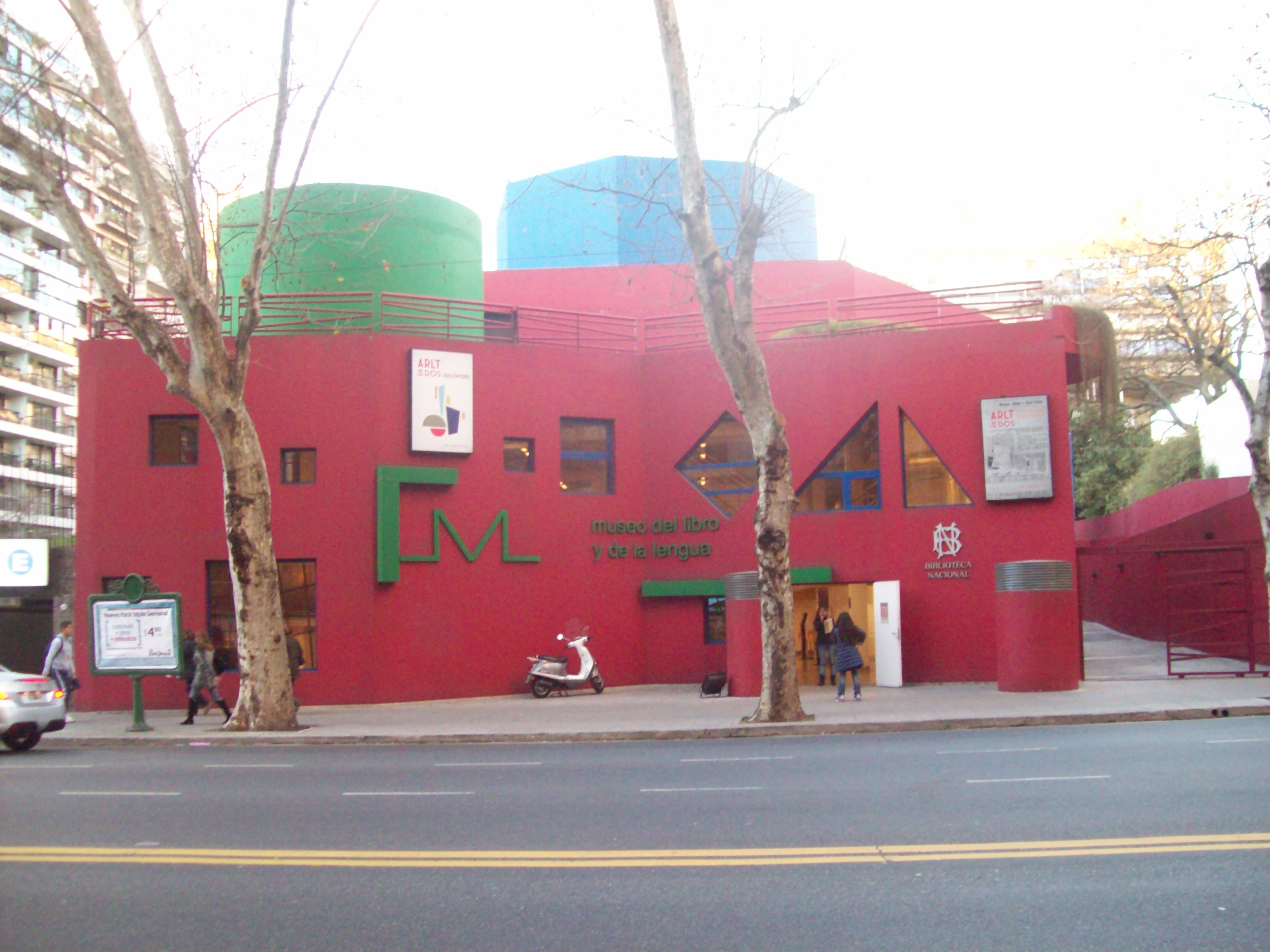
Museo del Libro y la Lengua.

En 2006, se anunció la futura construcción del “Museo del Libro y el Autor Clásico Argentino”. El proyecto original de la Biblioteca Nacional de 1962 contemplaba la demolición de todos los edificios que ocupaban su manzana, pero eso no fue concretado. Uno de ellos fue cedido a la República del Paraguay para que estableciese su embajada, y otros dos en la avenida Las Heras alojaron distintas reparticiones públicas, hasta que quedaron sin uso.
El Museo del Libro ocuparía el espacio de esos dos edificios, liberando casi todo el frente de Las Heras para que se pudiese contemplar la Biblioteca desde allí. El proyecto fue elaborado por los mismos arquitectos Testa y Bullrich, y fue presentado al público en enero de 2008. Como detalle de impacto público se anunció que el nuevo museo alojaría en azotea cuatro lunetas, fragmentos de los murales originales de las Galerías Pacífico, pintados por Spilimbergo, Berni y otros artistas, que habían sido desmontados cuando el centro comercial se reformó, en 1990. Los murales están en restauración, y el trabajo artesanal continuará mientras las obras estén expuestas en los muros del edificio.[cita requerida]
Finalmente, en enero de 2010 la presidenta Cristina Fernández de Kirchner firmó el convenio para la construcción del Museo, adjudicada a la constructora LBESA. Las obras comenzaron a los pocos meses. El edificio contó con un presupuesto de 10 millones de pesos que implica la finalización de las obras de la Biblioteca Nacional.
Inaugurado el 29 de septiembre de 2011 por la presidenta Cristina Fernández de Kirchner, el museo abrió al público el 10 de octubre. Mientras la planta baja posee una exposición permanente dedicada al libro y la historia de las editoriales en la Argentina, la planta superior estará destinada a exposiciones temporales artísticas, comenzando a funcionar con una de Roberto Jacoby dedicada al Artículo 14 bis de la Constitución Nacional.

## Escuela Nacional de Bibliotecarios

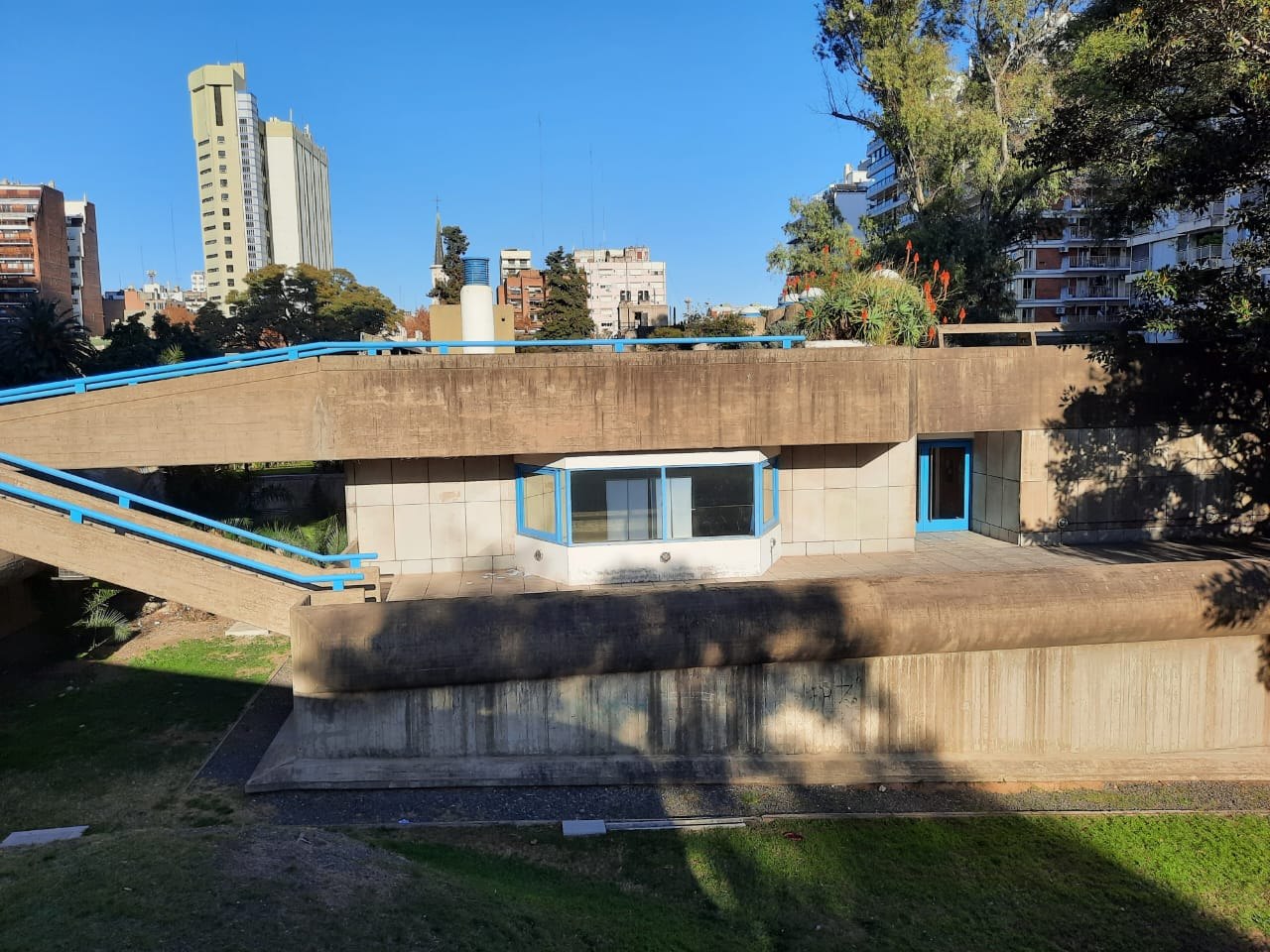
Escuela Nacional de Bibliotecarios

La Escuela Nacional de Bibliotecarios (ENB) es una dependencia de capacitación técnica de la Biblioteca Nacional. Fue creada el 10 de septiembre de 1956 por Decreto n.º 16.491, con la finalidad de formar profesionales bibliotecarios que puedan desarrollar su labor en bibliotecas públicas y privadas del país. En agosto de 1964, se perfeccionó la titularidad de sus diplomas con el Decreto n.º 6.797 que incluye a la Escuela en las disposiciones especiales para la enseñanza superior del Estatuto del Docente (Ley n.º 14.473) con carácter de Instituto de formación profesional de nivel terciario. En 1991, se trasladó a su sede actual y definitiva, un edificio anexo al de la biblioteca, sobre el frente de la calle Austria y con entrada independiente.
El ciclo lectivo tiene tres años de duración, con asistencia diaria y obligatoria. Las clases son teóricas y prácticas y abarcan toda la gama de los conocimientos bibliotecológicos, tanto históricos como contemporáneos. Su cuerpo docente está compuesto por un rector, un regente, tres ayudantes de trabajos prácticos y trece profesores especializados. A lo largo de sus años de existencia ha formado a los más destacados profesionales de la bibliotecología; muchos de ellos se desempeñan en la actualidad en bibliotecas oficiales y privadas del país y también como docentes.
Tres aulas magistrales y dos de trabajos prácticos, más una sala de conferencias, completan el moderno edificio de la Escuela, integrado al edificio de la Biblioteca Nacional. Cuenta, además, con la “Biblioteca del Bibliotecario”, siendo la consulta de su fondo bibliográfico no solo para nuestros estudiantes, egresados y docentes, sino también para todo tipo de lectores.

## Estadísticas
| Año  | Cantidad de libros | Lectores/ Usuarios |
| ---- | ------------------ | ------------------ |
| 1823 | 17.229             | 3.284              |
| 1882 | 32.600             | 6.371              |
| 1905 | --                 | 19.568             |
| 1933 | 310.267            | 76.099             |
| 1939 | 454.936            | 115.716            |
| 1956 | 640.055            | 73.500             |
| 2016 | --                 | 217.137            |
| 2017 | --                 | 212.412            |
| 2018 | --                 | 216.435            |

## Nómina de directores
| N.º | Director                        | Periodo                                           |
| --- | ------------------------------- | ------------------------------------------------- |
| 1   | Mariano Moreno                  | 7 de septiembre de 1810 - 18 de diciembre de 1810 |
| 2   | Luis José de Chorroarín         | 30 de enero de 1811 - 30 de agosto de 1821        |
| 3   | Saturnino Segurola              | 7 de septiembre de 1821 - 5 de febrero de 1822    |
| 4   | Manuel Moreno                   | 5 de febrero de 1822 - 25 de noviembre de 1828    |
| 5   | Ignacio Grela                   | 25 de noviembre de 1828 - 14 de noviembre de 1833 |
| 6   | José María Terrero              | 14 de noviembre de 1833 - 9 de enero de 1837      |
| 7   | Felipe Elortondo y Palacios     | 18 de enero de 1837 - 2 de marzo de 1852          |
| 8   | Marcos Sastre                   | 3 de marzo de 1852 - 10 de abril de 1853          |
| 9   | Carlos Tejedor                  | 14 de abril de 1853 - 23 de octubre de 1858       |
| 10  | José Mármol                     | 23 de octubre de 1858 - 12 de agosto de 1871      |
| 11  | Vicente Quesada                 | 24 de septiembre de 1871 - 22 de febrero de 1877  |
| 12  | Nicolás Massa y Ernesto Quesada | 22 de febrero de 1877 - 19 de marzo de 1878       |
| 13  | Vicente Quesada                 | 19 de marzo de 1878 - 17 de abril de 1879         |
| 14  | Manuel Ricardo Trelles          | 17 de abril de 1879 - 9 de septiembre de 1884     |
| 15  | José Antonio Wilde              | 7 de octubre de 1884 - 14 de enero de 1885        |
| 16  | Paul Groussac                   | 18 de enero de 1885 - 27 de junio de 1929         |
| 17  | José Luis Lanza                 | 28 de junio de 1929 - 10 de diciembre de 1930     |
| 18  | Carlos Francisco Melo           | 10 de diciembre de 1930 - 1 de octubre de 1931    |
| 19  | Gustavo Martínez Zuviría        | 30 de octubre de 1931 - 30 de marzo de 1955       |
| 20  | Jorge Luis Borges               | 21 de octubre de 1955 - 8 de octubre de 1973      |
| 21  | Vicente Dionisio Sierra         | 18 de octubre de 1973 - 4 de marzo de 1976        |
| 22  | José Edmundo Clemente           | marzo de 1976 - 19 de junio de 1979               |
| 23  | Horacio Hernán Hernández        | 19 de junio de 1979 - 20 de febrero de 1984       |
| 24  | Gregorio Weinberg               | 20 de febrero de 1984 - 8 de noviembre de 1984    |
| 25  | Dardo Cúneo                     | 23 de abril de 1985 - 12 de julio de 1989         |
| 26  | José María Castiñeira de Dios   | 19 de julio de 1989 - 2 de marzo de 1991          |
| 27  | Enrique Pavón Pereyra           | 21 de marzo de 1991 - junio de 1994               |
| 28  | Héctor Yanover                  | Julio de 1994 - 31 de diciembre de 1996           |
| 29  | Oscar Sbarra Mitre              | 31 de diciembre de 1996 - 13 de enero de 2000     |
| 30  | Francisco Delich                | 23 de enero de 2000 - 28 de diciembre de 2001     |
| 31  | Silvio Juan Maresca             | 3 de marzo de 2002 - 10 de junio de 2003          |
| 32  | Horacio Salas                   | 10 de junio de 2003 - 10 de mayo de 2004          |
| 33  | Elvio Vitali                    | 23 de junio de 2004 - 1 de diciembre de 2005      |
| 34  | Horacio González                | 1 de diciembre de 2005 - 10 de diciembre de 2015  |
| 35  | Alberto Manguel                 | 1 de julio de 2016 - 6 de agosto de 2018          |
| 36  | Elsa Barber                     | 8 de agosto de 2018 - 7 de enero de 2020          |
| 37  | Juan Sasturain                  | 10 de enero de 2020 - 10 de diciembre de 2023     |
| 38  | Susana Soto                     | 18 de diciembre de 2023 - En el cargo             |

## Polémicas
El carácter de biblioteca pública fue duramente cuestionado por Domingo Faustino Sarmiento:

(...) la Capital de Buenos Aires que carece aun de una Biblioteca pública y no la tuvo nunca pues como lo habeis visto por el movimiento de la de Buenos Aires, formada por libracos anteriores a 1826, (...) fue esterilizada para instrucción del público, por sus reglamentos conservativos de la polilla, circunscripto su uso a unas cien personas, que requiriesen para trabajos eruditos sus datos y para estudiantes que hacen la rabona (...). Para el público nada!

Durante la gestión de Martínez Zuviría, el escritor César Tiempo, publicó en La campaña antisemita y el director de la Biblioteca Nacional:

Por de pronto la Biblioteca Nacional permanece cerrada de 16 a 18 horas. No se pueden revisar diarios o revistas que no estén encuadernados. Hay un solo libro de Andreiev.(...) Claro que al dorso de las boletas se ha estampado esta reflexión maravillosa: La Biblioteca Nacional no es una biblioteca de barrio donde se van a leer novelas. Por lo visto, el director, novelista profesional, se resiste a que lo lean en su propia casa, por temor a las represalias. 

En la segunda mitad del siglo XX, la bibliotecaria Josefa Sabor expresó su opinión acerca de la gestión de Jorge Luis Borges en la Biblioteca Nacional:

El largo gobierno de Borges, que permaneció dieciocho años al frente de una Biblioteca que le inspiró espléndidos poemas, impidió que la institución se convirtiera en un foco radiante, que podría haber sido el cerebro y el promotor de la gran transformación bibliotecaria que necesitaba el país

## En la Cultura

### En la literatura
- Pagés Larraya, Antonio (1965). Sala Groussac. Buenos Aires: Kraft.
- Borges, Jorge Luis (1975). El libro de arena. Buenos Aires: Emecé. Cuento en la antología del mismo nombre.
- Bianco, José. Una visita a la Biblioteca Nacional. Publicado en Vuelta sudamericana, n°1, agosto de 1986.
- Sasturain, Juan (guión) (2007). El atajo: La batalla de la Biblioteca Nacional. Dibujos de Francisco Solano López. Episodio apócrifo a El Eternauta.

### En el cine
- Gras, Enrico (director): Biblioteca Nacional. Cortometraje, 11 minutos. 1952.
- Schapces, Marcelo (director): Necronomicón. El libro del infierno. 2017.